# پیسکوی ترش
پیسکوی ترش یک کوکتل الکلی با منشأ پرو است. نام این نوشیدنی از پیسکو، که مشروب پایه آن است، و اصطلاح کوکتل ترش، با اشاره به آب مرکبات ترش و اجزای شیرین کننده به دست می‌آید. از پیکسوی پرو به عنوان مشروب پایه استفاده می‌کند و آب لیمو ترش تازه، شربت ساده، یخ، سفیده تخم مرغ و تلخ آنگوستورا را اضافه می‌کند. نسخه شیلی مشابه آن است. انواع دیگر این کوکتل شامل مواردی است که با میوه‌هایی مانند آناناس یا گیاهانی مانند برگ‌های کوکا ایجاد می‌شود.
اگرچه تهیه نوشیدنی‌های ترکیبی مبتنی بر پیسکو احتمالاً به دهه ۱۷۰۰ میلادی بازمی‌گردد، مورخان و متخصصان نوشیدنی قبول دارند که این کوکتل همان‌طور که امروز شناخته شده‌است در اوایل دهه ۱۹۲۰ در لیما، پایتخت پرو، توسط بارمن آمریکایی ویکتور واگن موریس اختراع شد.
موریس در سال ۱۹۰۳ برای کار در Cerro de Pasco، شهری در مرکز پرو، ایالات متحده را ترک کرد. در سال ۱۹۱۶، او نوار موریس را در لیما افتتاح کرد و سالن او به سرعت تبدیل به یک مکان محبوب برای طبقه برتر پرو و بیگانگان انگلیسی زبان شد. 
در شیلی، فولکلورست اورست پلات اختراع این نوشیدنی را به الیوت استوب، یک مباشر انگلیسی کشتی به نام سانشاین نسبت داد، که گفته می‌شود. قدیمی‌ترین ذکرهای شناخته شده در مورد پیسکو از یک مجله ۱۹۲۱ است که موریس را به عنوان مخترع معرفی می‌کند و یک تبلیغ در سال ۱۹۲۴ برای بار موریس که در یک روزنامه از بندر والپاراسو، شیلی منتشر شده‌است موجود است.
متخصصان کوکتل پیسکو را نوشیدنی کلاسیک آمریکای جنوبی می‌دانند. شیلی و پرو هر دو پیسکو را به عنوان نوشیدنی ملی خود مس دانند و هر یک مالکیت مشروبات الکلی کوکتل-پیسکو را تأیید می‌کنند. نتیجه، ترتیب، پیسکو ترش به موضوعی مهم و مباحثه شده در مورد فرهنگ عامه آمریکای لاتین تبدیل شده‌است. پرو در روز شنبه اول فوریه تعطیلات عمومی سالانه را به این مناسب  جشن می‌گیرد.

## نام
اصطلاح ترش به نوشیدنی‌های مختلط حاوی یک مشروب پایه (بوربن یا برخی ویسکی دیگر)، آب لیمو یا لیموترش و شیرین کننده گفته می‌شود. پیسکو به مشروبات پایه ای که در کوکتل استفاده می‌شود اشاره دارد. این کلمه که در مورد نوشیدنی‌های الکلی استفاده شده‌است از بندر پرو پیسکو است.